# Macédoine (cuisine)
Pour les articles homonymes, voir Macédoine.

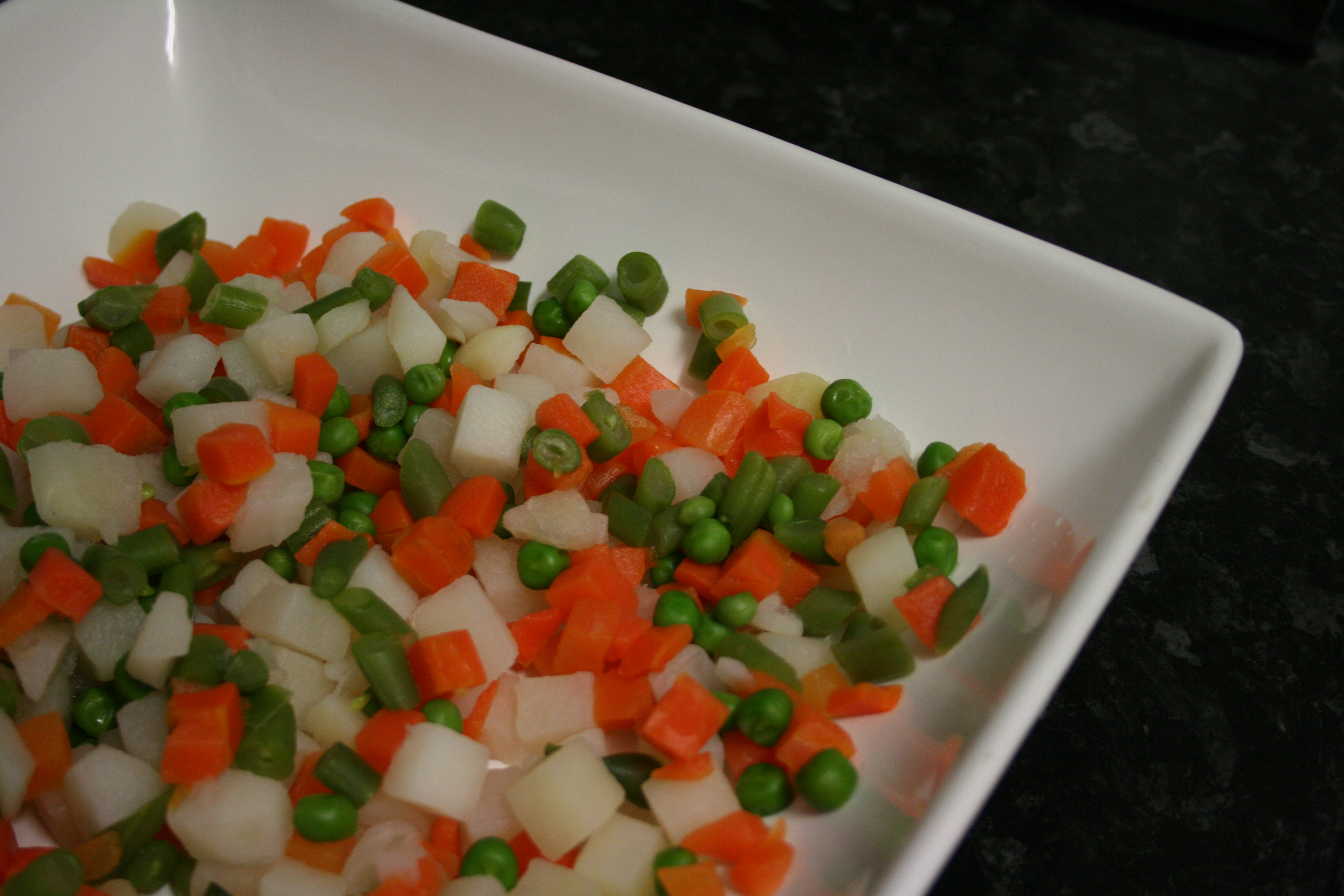
Une macédoine de légumes sans assaisonnement.

Macédoine est un terme de cuisine française qui désigne un plat chaud ou une salade mélangeant différents légumes, ou parfois différents fruits, taillés en cubes d'approximativement un demi-centimètre de côté (« taille en macédoine »).

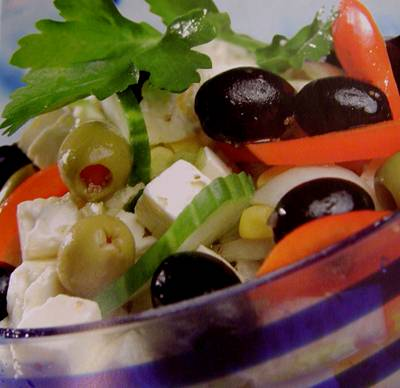
Salade macédonienne composite : légumes divers, olives, cubes de feta.

## Nom

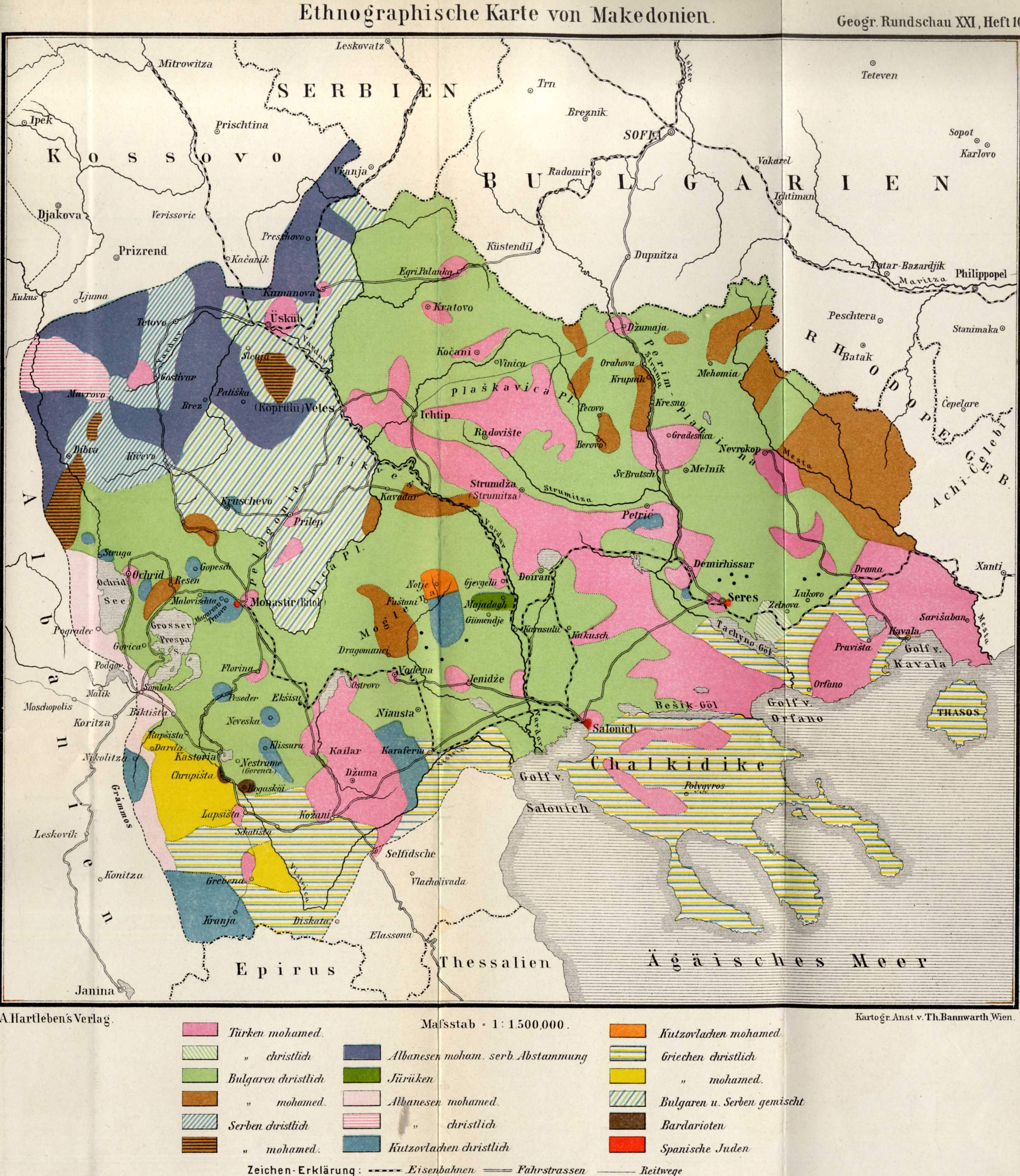
Carte ethnique de la Macédoine en 1892.

Ce nom, apparu en français à la fin du XVIIIe siècle dans le domaine culinaire (« macédoine à la paysanne »), fait allusion à la Macédoine connue d'abord pour ses salades composites, et par la suite pour sa diversité ethnique aux XIXe et XXe siècles. Depuis 1850, pris au sens figuré, le terme désigne familièrement, de façon générique, un assemblage d'éléments de nature différente, comme les vitraux anciens cassés, puis partiellement réemployés de façon aléatoire.
Dans certains pays comme le Portugal et l'Espagne, la macédoine est nommée « salade russe », en référence à une recette créée en Russie par Lucien Olivier, incluant également des œufs, de la viande, voire des crustacés. En Hongrie, en Slovénie et dans les Balkans, elle est appelée « salade française, ». En Roumanie, Moldavie, Ukraine et Russie on la nomme « salade de boeuf (en) » (avec du boeuf en cubes et de la mayonnaise),.

## Formes
C'est généralement un mélange composé de dés, soit de carottes, petits pois et autres légumes, soit de divers fruits.
Avec le développement de l'alimentation industrielle, on peut acheter de la macédoine de légumes ou de fruits en conserve.
La salade russe se compose d'une macédoine de légumes et d'autres aliments liés à la sauce mayonnaise.
En Belgique, la macédoine de légumes est un mets consommé, à l'origine, pendant le cwarmê : le carnaval de Malmedy (province de Liège). Elle est le plus souvent appelée « salade russe » (bien que différente de la « salade russe » des pays ibériques).

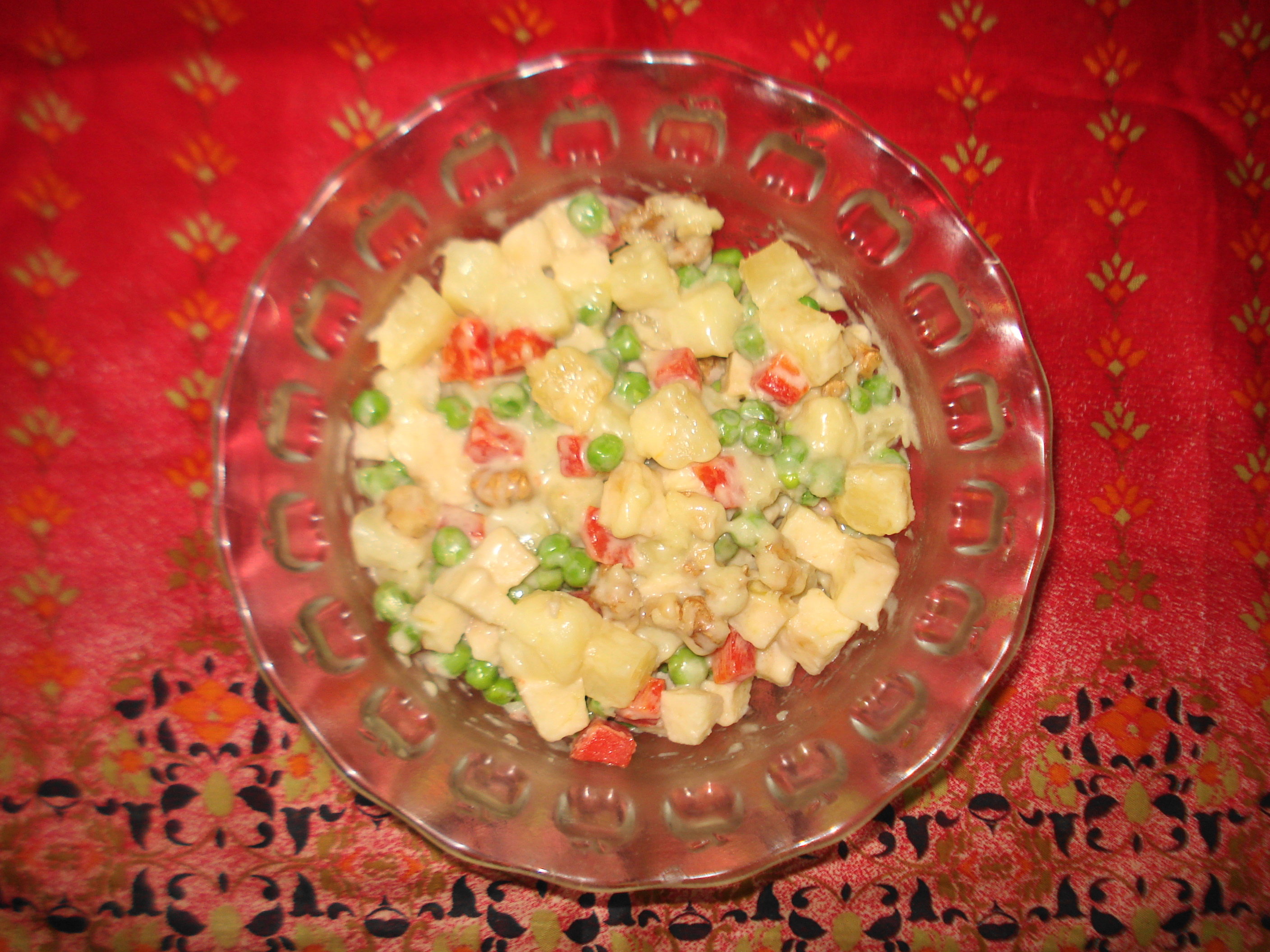
Macédoine de légumes.
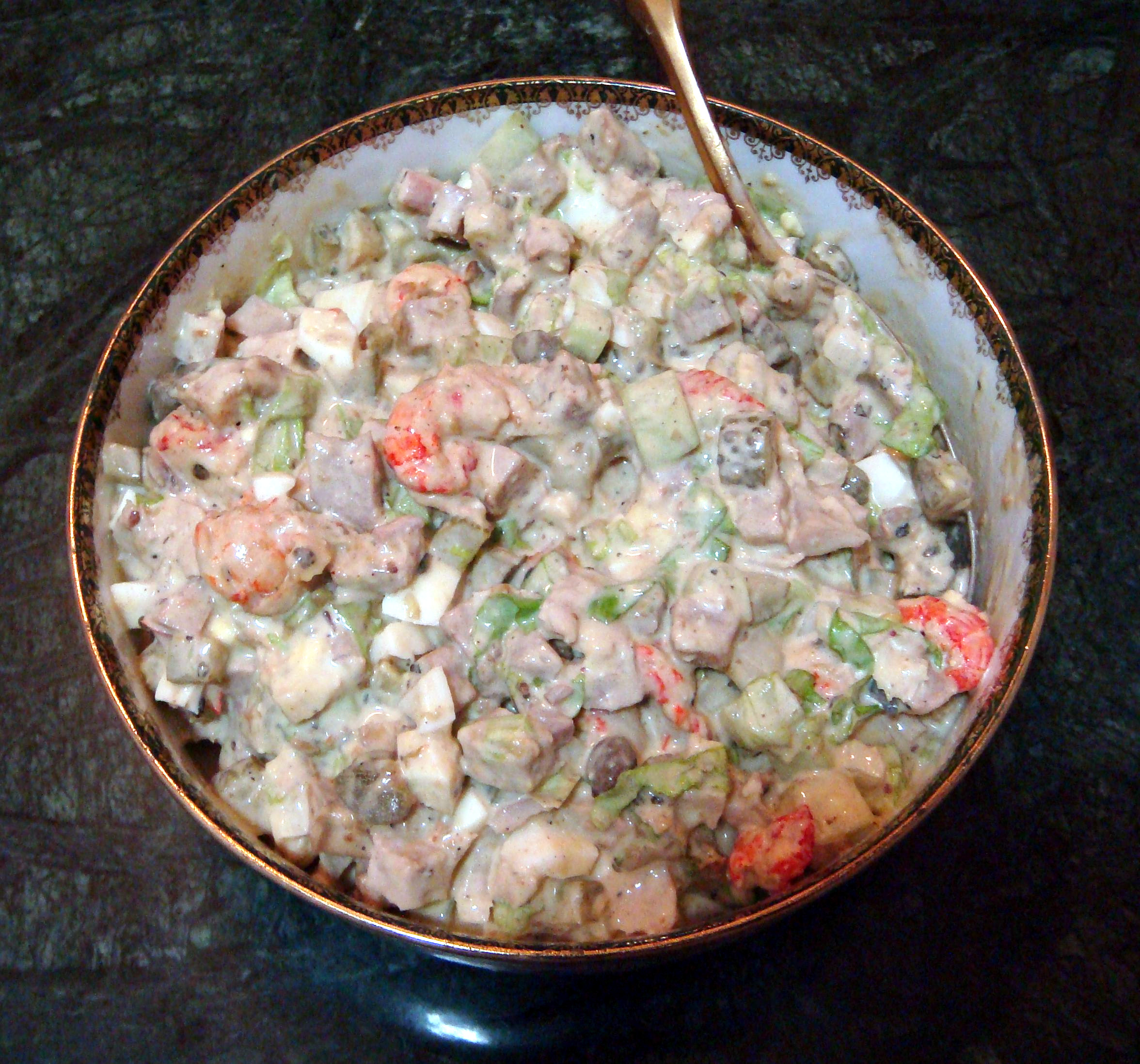
Salade russe « Olivier ».
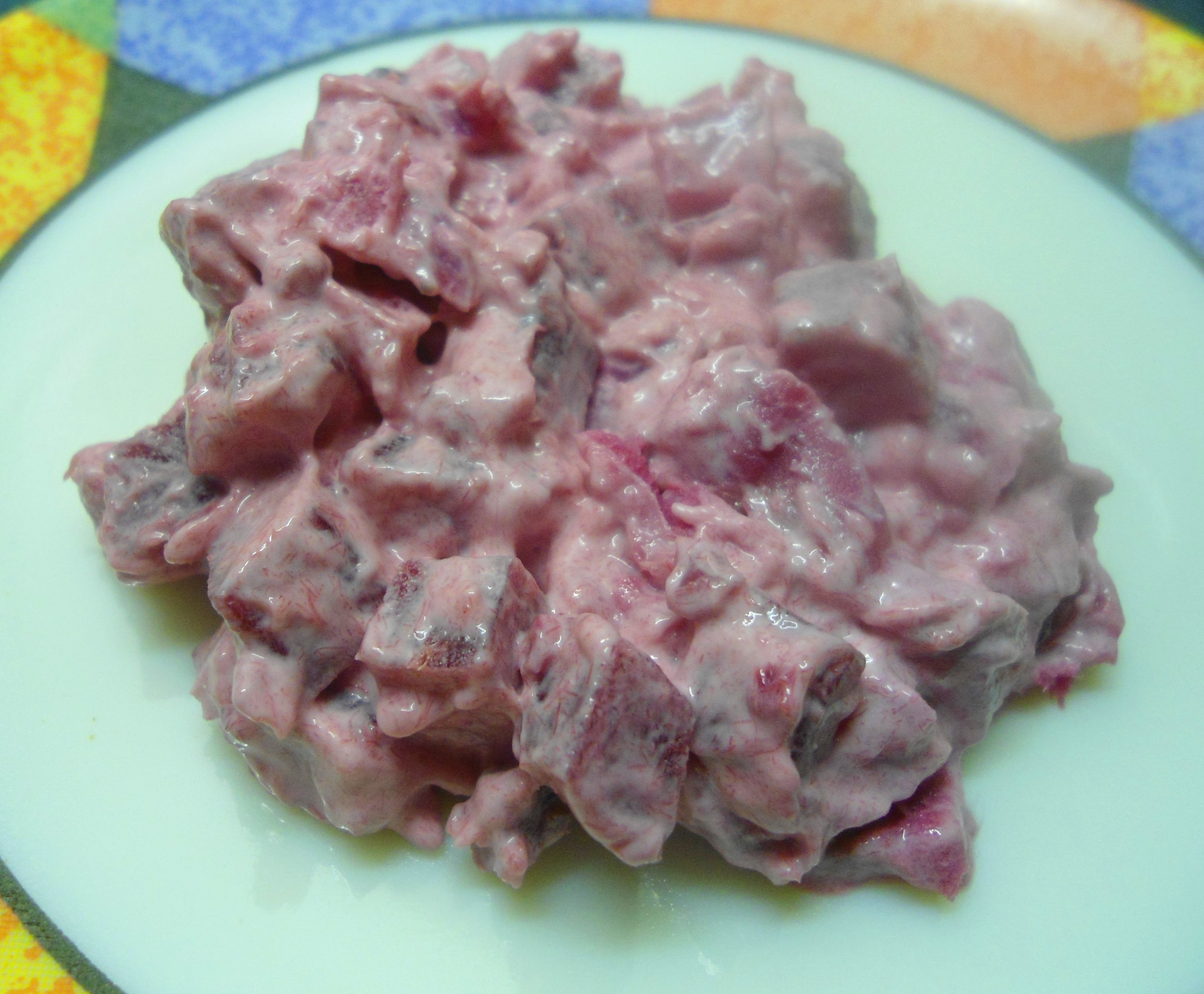
Salade russe de Malmedy.
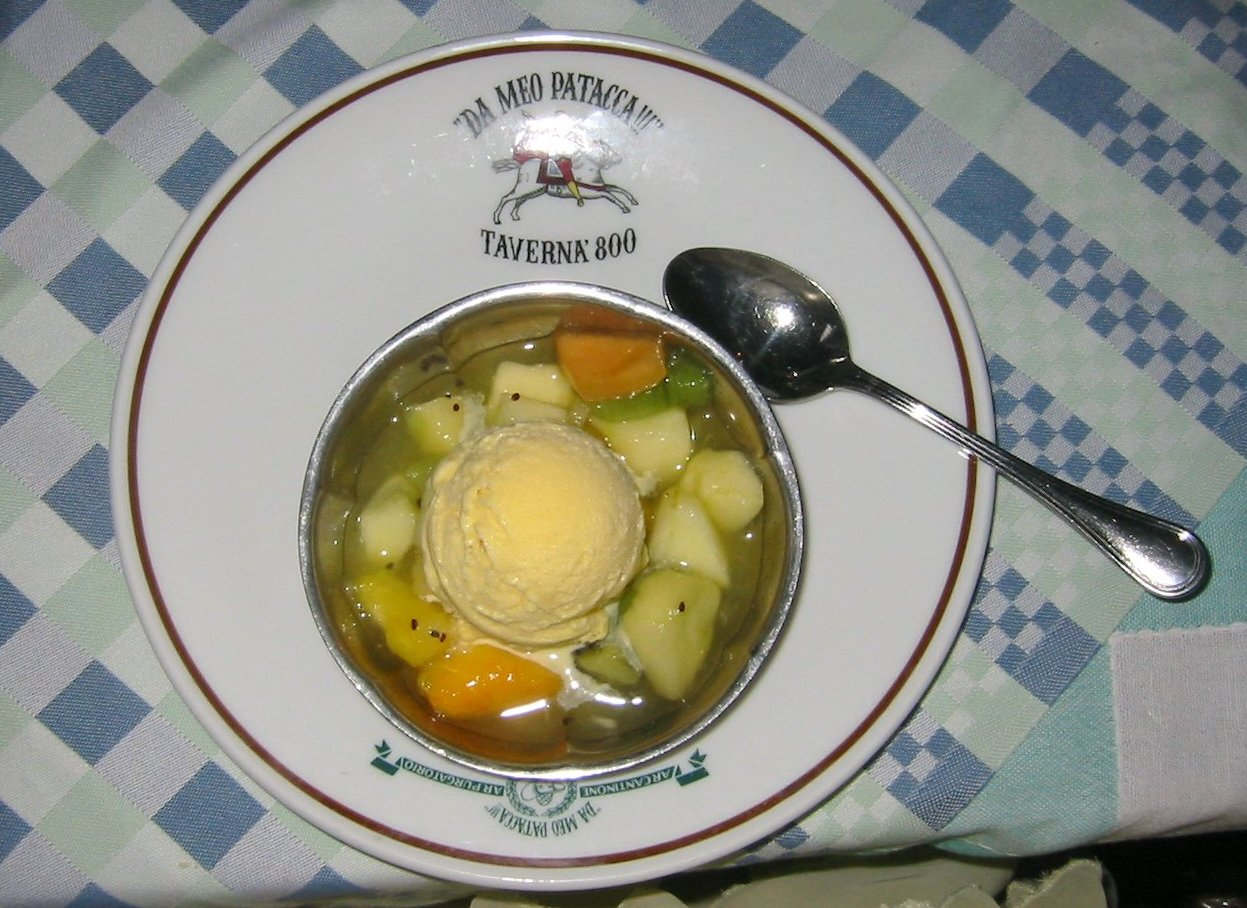
En dessert, une macédoine de fruits et boule de glace.